# Lange Peak
Il Lange Peak (in lingua inglese: Picco Lange) è un picco antartico, alto 2.435 m, situato nel settore centro-occidentale del Lyttelton Range, nei Monti dell'Ammiragliato, in Antartide. 
Il picco roccioso è stato mappato dall' United States Geological Survey (USGS) sulla base di rilevazioni e foto aeree scattate dalla U.S. Navy nel periodo 1960-63.
La denominazione è stata assegnata dall' Advisory Committee on Antarctic Names (US-ACAN) in onore di Otto L. Lange, biologo dell'United States Antarctic Research Program (USARP) presso la stazione di Capo Hallett nel 1966-67.